# Фишер, Хорст
Хорст Пауль Сильвестер Фишер (нем. Horst Paul Silvester Fischer; 31 декабря 1912, Дрезден, Германская империя — 8 июля 1966, Лейпциг, ГДР) — гауптштурмфюрер СС, врач концлагеря Аушвиц III Моновиц.

## Биография
Хорст Фишер родился 31 декабря 1912 года в семье продавца. После смерти своих родителей его воспитывал дядя в Берлине. В 1932 году окончил школу и поступил в Берлинский университет, где изучал медицину. 15 декабря 1937 года сдал государственный экзамен.
1 ноября 1933 года был зачислен в ряды СС (№ 293937). 1 мая 1937 года вступил в НСДАП (билет № 5370971). С 3 сентября 1939 года служил в качестве врача в Войсках СС в Ораниенбурге, Дахау и Штральзунде. В составе дивизии СС «Викинг» участвовал в нападении на СССР. Фишер заболел туберкулёзом и был помещён в лазарет СС в Бад-Хомбурге. Там он познакомился с Энно Лолингом, начальником департамента D III (санитарное обслуживание и лагерная гигиена) в Главном административно-хозяйственном управлении СС. Фишер согласился на предложение Лолинга о переводе в концентрационный лагерь для получения большего опыта в хирургической практике.
С 6 ноября 1942 года работал в концлагере Освенцим. В ноябре 1943 года стал врачом в рабочем лагере и на заводе Буна Верке в лагере Моновиц. На этой должности проводил селекции заключенных и принимал решения о признании трудоспособности или нетрудоспособности узников. Впоследствии дослужился до заместителя главного врача лагеря Моновиц. 21 июня 1943 года ему было присвоено звание гауптштурмфюрера СС. В сентябре 1944 года его сменил Ганс Вильгельм Кёниг. С февраля 1945 года служил в Главном административно-хозяйственном управлении СС.

### После войны
После окончания войны в качестве сельского врача занимался медицинской практикой в Гольцове под Бранденбургом, а позже в Шпренхагене. В течение многих лет Фишер находился под наблюдением Министерства государственной безопасности из-за частых контактов с родственниками, которые жили в Западном Берлине, и «политической неблагонадёжности» по отношению к режиму в ГДР.
В апреле 1964 года Министерству госбезопасности стало известно о том, что Фишер был врачом в концлагере Освенцим с 1943 по 1944 год. 11 июня 1965 года был арестован и помещён в следственный изолятор, где был допрошен сотрудниками министерства. 10 марта 1966 года начался судебный процесс. Фишеру были предъявлены обвинения в проведении селекций и в причастности к уничтожению заключенных в газовой камере. Вольфганг Фогель, государственный уполномоченный по освобождению и обмену политических заключенных и агентов, выступал в защиту обвиняемого. 25 марта 1966 года Верховным судом ГДР за преступления против человечества был приговорён к смертной казни. Прошение о помиловании, поданное Председателю Государственного совета ГДР Вальтер Ульбрихту, было отклонено. 8 июля 1966 года был казнён на гильотине в тюрьме Лейпцига.